# Дипломонады
Дипломона́ды (лат. Diplomonadida) — отряд протистов из надтипа Excavata. Большинство дипломонад обладают удвоенным набором органоидов: 2 ядрами и 8 жгутиками. Лишены функционирующих митохондрий, у некоторых описаны их рудименты (митосомы), в которых осуществляется созревание железо-серных белков. Насчитывают свыше 100 видов, среди которых есть как свободноживущие, так и паразитические. Некоторые представители рода лямблий — паразиты человека.